# التاريخ البيئي للولايات المتحدة
التاريخ البيئي للولايات المتحدة يتناول تحولات البيئة عبر القرون حتى أواخر القرن العشرين، وما رافق ذلك من سجالات سياسية ونقاشات علمية حول قضايا الحفاظ على الموارد والشؤون البيئية. برز مصطلح الحفاظ عام 1908، لكنه ما لبث أن تراجع تدريجيًا ليحل محله مصطلح البيئية في سبعينيات القرن العشرين، مع تحول الاهتمام من إدارة الموارد الطبيعية وصيانتها إلى نظرة أشمل للبيئة بوصفها كلًا مترابطًا، ووعي متزايد بالأثر السلبي لتلوث الهواء والماء على الإنسان.

## الاتجاهات البيئية

### البيئة قبل كولومبوس
بحسب الباحثة إيرين ستيوارت مولدن، فإن التاريخ الجيولوجي للولايات المتحدة يسبق الاستيطان البشري بملايين السنين. تشكلت تضاريس قارة أميركا الشمالية بفعل حركة الصفائح التكتونية، والنشاط البركاني، وتكرارات التجلد. نشأت جبال الأبالاش من تصادم الصفائح، فيما تكونت جبال الروكي نتيجة لانضواء قاع المحيط الهادئ تحت القارة، أما شمال غرب المحيط الهادئ ونيو إنغلاند فقد تشكلا عبر تراكم قارات صغيرة. أدت العصور الجليدية إلى تشكل البحيرات العظمى وأثرت في بنية التربة في مناطق واسعة، في حين ساهم النشاط البركاني في نشوء مناطق مثل هضبة كولومبيا. كان أسلاف الهنود، القادمون من سيبيريا نحو عام 30,000 قبل الميلاد، أول من وطئ هذه القارة من البشر، وقد عاشوا جنبًا إلى جنب مع الحيوانات العملاقة مثل الماموث. ما زال الجدل قائمًا بشأن أسباب انقراض هذه الكائنات، بين من يعزو الأمر إلى تغير المناخ ومن يُرجعه إلى الصيد البشري. أثر غياب الحيوانات القابلة للتدجين في أميركا الشمالية على تطور المجتمعات فيها، إذ حد من إمكانات الصيد والرعي، وهو ما منح المستعمرين الأوروبيين لاحقًا تفوقًا بيولوجيًا واضحًا. لقد طورت الشعوب الأصلية في القارة طُرقًا متنوعة للعيش، شملت الزراعة والصيد وصيد الأسماك، بتقاليد وممارسات اختلفت من منطقة إلى أخرى. لم تكن علاقتهم بالطبيعة محايدة، بل مارسوا تأثيرًا بيئيًا من خلال قطع الأشجار والصيد، ما أدى إلى تغيرات في المشهد الطبيعي. عليه، فإن البيئة التي واجهها الأوروبيون عند وصولهم إلى «العالم الجديد» لم تكن برية نقية كما افترض بعض المؤرخين، بل كانت مشبعة بأثر الإنسان.

### نيو إنجلاند حتى عام 1815
قبل عام 1815، كان مزارعو نيو إنجلاند يعتمدون على الاكتفاء الذاتي إلى حد بعيد. مدتهم الغابات بالأخشاب لبناء البيوت والحظائر، وأمنت الوقود لمواقد الشتاء الطويل. استُخدم الخشب في صناعة السفن، بيعَت المواد البحرية إلى إنجلترا ضمن تجارة التصدير. كانت الغابات الباقية موئلًا للغزلان وسواها من الطرائد التي يسهل اصطيادها بالبنادق أو الأفخاخ. بعد إزالة الأشجار، تحولت الأرض إلى مراع للأغنام -التي رُبيت لأجل صوفها، والخنازير، وبقرة العائلة، إلى جانب تخصيص جزء منها لزراعة الخضراوات. اختلفت دلالة الغابة في وعي المستوطنين: فهي تارةً مصدر تهديد، وطورًا فضاء ذو بُعد ديني لدى البيوريتانيين، ومرات أخرى مكان للجمال والفخر. غير أن هذا المورد الطبيعي، الذي بدا في البداية غزيرًا لا ينضب، بدأ يُنظر إليه لاحقًا بوصفه ثروة آخذة في الانحسار مع تزايد أعداد السكان. بعد عام 1815، ومع إعادة فتح أسواق التصدير إثر نهاية الحروب النابليونية وحرب عام 1812، اتجه مزارعو المنطقة بتزايد نحو زراعة محاصيل تجارية مربحة، لا سيما تربية الأغنام والأبقار، وزراعة الحنطة والقمح والخشب والتبن. مع نمو المدن القريبة، بدأوا يبيعون المزيد من الحليب والجبن والبيض والتفاح والتوت البري وشراب القيقب.

### الثورة الصناعية، 1810-1890
في أواخر القرن الثامن عشر وبدايات القرن التاسع عشر، بدأت النفايات الناتجة عن عمليات التعدين تتسرب إلى الأنهار والجداول، في حين استخدمت أفران الحديد ومصاهر المياه لأغراض التبريد. مع مطلع القرن التاسع عشر، أدى تطور المحركات البخارية إلى توسيع استخدامها في قطاعات التعدين والصناعة، مثل صناعة النسيج، ما أدى إلى تصاعد كميات المياه الساخنة المطروحة في البيئة، فيما عُرف لاحقًا بالتلوث الحراري. أسهمت مكاسب الإنتاجية، إلى جانب إدخال السكك الحديدية في ثلاثينيات وأربعينيات القرن التاسع عشر، في ازدياد الطلب العام على الفحم والمعادن، ومن ثم زيادة حجم النفايات الصناعية.
أما الثورة الصناعية الثانية، فقد قادت إلى ابتكار عمليات تصنيع جديدة أفرزت أنواعًا مستحدثة من النفايات، شملت تلوث الهواء والماء، والتربة، سواءً بالنفايات الصلبة أو الخطرة. نشأت خلال هذه المرحلة قطاعات صناعية متطورة شملت:
- صناعة الحديد والصلب[7]
- استخراج النفط والغاز[8]
- تكرير البترول
- تصنيع المعادن غير الحديدية (الصهر)
- صناعة المطاط
- إنتاج الأسمدة والمواد الكيميائية
- صناعة الورق ومنتجاته.

### مخاطر مصانع النسيج
أدت الأجور النقدية إلى جذب العمال الريفيين للعمل في معامل النسيج الجديدة، بدءًا من نيو إنجلاند بعد عام 1810، ثم في الجنوب الأميركي بعد عام 1870. اعتمدت تلك المعامل في تشغيلها على دواليب مائية تُدار عبر الأنهار المحلية، ولم تُلحق ضررًا يُذكر بالبيئة الخارجية. غير أن الأخطار البيئية تسربت إلى الداخل، إذ واجه العمال -رجال ونساء وأطفال يعملون ضمن فرق عائلية- في بيئة مغلقة تمتد ساعات العمل فيها عشر ساعات يوميًا، وسط غبار كثيف وألياف متطايرة وضوضاء متواصلة. كانت الحوادث الناجمة عن الآلات تقع أحيانًا، لكن الخطر الأكبر تمثل في التلوث الداخلي للهواء، الذي شكل بيئة مثالية لانتقال الأمراض سريعًا بين أعداد كبيرة من الناس في مساحات ضيقة، ومن أبرزها الزكام والتهاب الشعب الهوائية والالتهاب الرئوي والسل. عانى العمال أيضًا من ضعف في السمع وإرهاق مزمن. كان مرض السحار القطني، المعروف أيضًا باسم «مرض الرئة البنية» أو «حمى يوم الإثنين»، منتشرًا خصوصًا بين عمال معامل القطن، وتجلت أعراضه في ضيق التنفس وانقباض الصدر. دار جدل حاد بين العمال وأرباب العمل والأطباء حول الأثر الصحي للبيئة الصناعية في المصانع. مع أن المعامل نادرًا ما قدمت رعاية طبية داخل مواقعها، فإنها ساهمت في دعم المستشفيات المجتمعية المحلية.

### مخاطر المناجم تحت الأرض
كان العمل في المناجم تحت الأرض من أخطر المهن، غير أن الفحم والحديد والرصاص والنحاس كانت عناصر أساسية في مسار التصنيع. كانت الأجور في قطاع التعدين مرتفعة نسبيًا، ما جذب العديد من عمال المناجم المهرة من بريطانيا وألمانيا.
في دراسة لبول رايكس، تناول فيها وفيات عمال مناجم الفحم في ولاية فرجينيا الغربية خلال النصف الأول من القرن العشرين، يوضح أن الكوارث الكبرى التي أودت بحياة عدد من العمال كانت تَلقى تغطية واسعة، لكن إلى جانبها وقعت حوادث صغيرة كثيرة راح ضحيتها عامل أو اثنان في كل مرة. نُظر إلى حوادث المناجم أنها جزء طبيعي من العمل، ولم تؤدِ تدابير السلامة -نظرًا إلى تطبيقها المتراخي- إلى تحسين يُذكر في الأوضاع. كانت مناجم فرجينيا الغربية سيئة السمعة من حيث السلامة إلى حد أن مسؤولي الهجرة لم يوصوا بها مصدرًا للعمل للوافدين الجدد، لكن المهاجرين استمروا في القدوم بسبب الرواتب المجزية. مع توسع صلاحيات مكتب المناجم الأميركي في ستينيات القرن العشرين، شهد الوعي بالسلامة المهنية تحسنًا ملموسًا، وأصبحت مناجم الفحم في الولاية أقل خطرًا.
أسهم الانتقال بعد عام 1920 من الاعتماد على الفحم إلى مصادر بديلة للطاقة مثل الطاقة الكهرومائية، والنفط، ولاحقًا الطاقة النووية والغاز والطاقة الشمسية، في تقليص المخاطر التي يتعرّض لها عمال قطاع الطاقة. كذلك ساعد التحول من التعدين تحت الأرض إلى التعدين السطحي في تقليل هذه الأخطار بدرجة كبيرة.